# 나이트롬
나이트롬(Nitrome, 니트롬), 즉 나이트롬 게임즈 리미티드(Nitrome Games Limited)는 런던에 본사를 둔 영국의 독립 비디오 게임 개발사이다. 이전에는 웹 브라우저용 유니티 기반 게임(이전에는 플래시 기반 게임)을 개발했지만, 현재는 모바일, 닌텐도 스위치, PS4 등 다양한 플랫폼에서 게임을 퍼블리싱하고 개발하며, 스팀(Steam)에도 몇 가지 게임을 출시했다.
나이트롬의 게임은 픽셀 아트 디자인과 만화 같은 외관, 모든 게임 시작 시 나오는 징글, 그리고 칩튠(Chiptune)을 사용하는 것이 특징이다.
나이트롬은 2004년 8월 10일, 두 명의 그래픽 디자이너 매튜 애널(Matthew Annal)과 헤더 스탠클리프(Heather Stancliffe)가 모바일 게임 제작을 목표로 설립했다. 하지만 이후 인터넷 기반 플래시 게임 제작 의뢰를 받기 시작했다. 나이트롬의 일부 게임에는 비디오 게임, TV 프로그램, 그리고 다양한 장르의 캐릭터에서 영감을 받은 캐릭터가 등장한다. 나이트롬의 온라인 게임은 웹사이트를 통해 출시되었으며, 미니클립(Miniclip), MTV 아케이드(MTV Arcade), PCH 게임즈(PCH Games)와 같은 다른 웹사이트에서도 라이선스를 구매할 수 있었다.